# Tipula decurvans
Tipula decurvans är en tvåvingeart som beskrevs av Alexander 1950. Tipula decurvans ingår i släktet Tipula och familjen storharkrankar.
Artens utbredningsområde är Vietnam. Inga underarter finns listade i Catalogue of Life.